# Мануфактура Гобеленов
Французская «Национальная  мануфакту́ра Гобеле́нов». Гобелен — фамилия фламандских красильщиков шерсти и ткачей, которые в середине XV  века обосновались в парижском  округе Фобур-Сен-Марсель, где изначально и размещалась мануфактура, по адресу: авеню Гобеленов (avenue des Gobelins), дом 42 (XIII округ Парижа). В истории Франции более известна  как Королевская мануфактура меблировки, снабжавшая двор французских монархов со времен Людовика XIV. Мануфактура была основана в апреле 1601 года королевским указом Генриха IV по предложению его коммерческого советника Бартелеми де Лаффема. С 1937 года мануфактура находится в ведении администрации «Государственное имущество и Национальные ковровые мануфактуры» Министерства культуры Франции, объединяющей «Мобилье Насьональ» («Mobilier national et Manufactures nationales de tapis et tapisseries»), «Мануфактуру Национальной меблировки», «Мануфактуру Бове», «Мануфактуру Савоннери», с ателье в Париже и Лодеве) и «Национальные ателье кружев» в Пюи и Алансоне.

## История мануфактуры
Ковровое производство существовало во Франции и до XVII века. В 1539 году король Франциск I основал шпалерную мастерскую в Фонтенбло, в которой работали итальянские мастера. Позднее её перевели в Париж и разместили в Госпитале Святой Троицы.
Однако тканые ковры для потребностей королевского двора большей частью ввозили из Нидерландов. В 1597 году Генрих IV, желая составить конкуренцию знаменитым брюссельским шпалерам, организовал в предместьях Парижа мастерскую. В 1599 году король запретил ввоз ковров, изготовленных за границей, и одновременно с этим дал двум фламандцам — Марку де Комансу (Marc de Comans) и Франсуа де ла Планшу (François de la Planche) привилегию выделки ковровых изделий, вышитых золотом и серебром, а их рабочих, также фламандцев, освободил от всех податей.
Вначале фламандские мастера жили и работали в разных районах французской столицы, включая ремесленное предместье Сен-Антуан (фр.), в квартале семьи Гобеленов в парижском предместье Сен-Марсель (фр.). В 1602 году Генрих IV распорядился арендовать помещения у семьи Гобелен для работы фламандских мастеров. В 1607 году французским ткачам, работавшим в Амьене и Париже (столичную мастерскую к этому времени перевели в Лувр), были даны особые привилегии. Квартал в юго-восточном предместье Парижа стали называть кварталом Гобеленов, а со временем все тканые ковры — шпалеры — французского производства, дабы отличать их от других, итальянских и фламандских, будут именовать гобеленами .
Появление конкурентов в лице иностранцев вызвало возмущение среди парижских мастеровых коврового промысла, но их протест не имел успеха. Фламандцам покровительствовал сам король, они получили от него по 100 тысяч франков, обязались производить работу на 80 станках, из которых 60 должны были находиться в Париже. В 1627 году Франсуа де ла Планш скончался, а в следующем году руководство мастерскими перешло к сыновьям первых мастеров: Шарлю де Комансу и Рафаэлю де ла Планшу. В 1633 году Шарль де Команс стал управляющим мануфактурой. С воцарением Людовика XIV в 1643 году начинается новая история мануфактуры Гобеленов. В 1658 году Николя Фуке, королевский «контролёр финансов», оборудовал в местечке Мэнси, близ своего замка Во-ле-Виконт, шпалерную мастерскую, в которую привлёк фламандских ткачей. Масрескую возглавил первый живописец короля Шарль Лебрен. Мастерская просуществовала чуть более трёх лет, но в ней было создано несколько прекрасных ковров по картонам Лебрена. В 1661 году после падения Фуке[уточнить], ткачей перевели в Париж и разместили в предместье столицы, в  округе Фобур-Сен-Марсель, в доме, принадлежащем красильщикам шерсти по фамилии Гобелен.
В 1662 году все производства квартала Гобеленов  с прилегающей территорией  приобрёл министр финансов короля Жан-Батист Кольбер  от имени самого Людовика XIV и превратил их в «Мануфактуру королевской меблировки»,  в которой стали производить не только ковры, но с помощью фламандца Я. Янса также мебель, мозаику, изделия из бронзы: светильники и детали мебели, а также подоконники и  драпировки под общим руководством первого живописца короля Шарля Лебрена.
Шарль Лебрен был назначен директором Мануфактуры королевской меблировки по распоряжению первого министра Жана-Батиста Кольбера в 1663 году и оставался в этой должности до 1690 года. Из-за финансовых проблем королевства мануфактуру закрыли в 1694 году, но затем в 1697 году открыли вновь. Мануфактура гобеленов, как её вскоре прозвали, успешно конкурировала с мануфактурой в Бове, действовавшей с 1664 года, и с мануфактурами Обюссон (с 1665 года) и Савоннери (с 1624 года). Во время революции была закрыта. Воссоздана при реставрации Бурбонов. В 1871 году во время Парижской Коммуны здание пострадало от пожара. В 1935 году по проекту архитектора Огюста Перре напротив руин старого было построено новое здание, в котором разместили мастерские и музей «Национальной меблировки» (Mobilier National). Ныне это действующее предприятие. Фабрика открыта для экскурсий несколько дней в неделю по предварительной записи, а также для обычных посещений каждый день, кроме понедельника и некоторых праздников. В «Галерее гобеленов» экспонированы исторические образцы, там же проводятся временные выставки гобеленов и мебели французского производства.
Много лет техническую лабораторию мануфактуры Гобеленов в Париже возглавлял известный французский химик Мишель Эжен Шеврёль, с 1824 г. он был директором мануфактуры. В 1839 г. выпустил брошюру «О законе одновременного контраста цветов» («Loi du contraste simultané des couleurs»), предназначенную в помощь художникам и мастерам ковроткачества.

## Произведения и их значение для истории искусства
Во второй половине XVII века Мануфактура Гобеленов представляла собой обширное производство, во главе которой стоял художник-живописец Шарль Лебрен и при которой работали многие другие живописцы, скульпторы, рисовальщики-орнаменталисты и гравёры, литейщики, вышивальщицы. Именно они создавали неповторимое убранство интерьеров «большого стиля» (Grand manière) Версаля и Лувра. Как и в Луврской галерее (части Лувра, отведённой королём для мастерских ремесленников, не входивших в цеховые объединения) в «Гобеленах» производили всевозможные предметы убранства интерьеров: ковры, люстры, вазы, изделия из золота, серебра и драгоценных камней, мебель, инкрустированную красным и чёрным деревом, панцирем черепахи, мозаиками из полудрагоценных камней.
В доме Гобеленов вначале расположились четыре ткацких мастерских, затем добавили ещё две. Мануфактура насчитывала[когда?] 250 рабочих, которые распределялись по нескольким отделениям, причём как лица, руководившие производством, так и рабочие, были почти исключительно иностранцы — фламандцы, голландцы и итальянцы.
По картонам фламандского живописца М. ван Кокси Старшего на Мануфактуре Гобеленов создали серию ковров «История Психеи». Ещё ранее, в 1622 году, Людовик XIII заказал Питеру Паулю Рубенсу картоны для серии ковров «История императора Константина». Картоны выполняли ученики мастера по его эскизам в 1623—1625 годах. Шесть ковров этой серии хранятся в петербургском Эрмитаже. С 1627 года для мануфактуры начал работать французский живописец Симон Вуэ. В созданных им картонах стиль фламандского барокко соединился с французским академизмом (Королевская Академия живописи и скульптуры была открыта королём в 1648 году, её возглавил Ш. Лебрен). Вуэ использовал пышные барочные бордюры, имитирующие картинные рамы, и светотеневую «лепку» фигур гризайлью, имитирующую скульптуру, которая[что?] размещалась рядом, в дворцовых интерьерах.
Ковры-вердюры и сюжетные гобелены, исполненные с большим количеством серебряных и золотых нитей, обрамлённые роскошными бордюрами в виде фруктовых и цветочных гирлянд, дополненных эмблемами и картушами, покрывали все поверхности стен залов королевских резиденций, создавая у зрителя впечатление всеобъемлющей роскоши, что соответствовало эстетике и идеологии «большого стиля».
Самая знаменитая серия шпалер была выполнена по картонам Ш. Лебрена: «Стихии, Времена года, или Королевские замки» (1664), «Месяцы, или Королевские замки» (1666), в которой Лебрен, как писали современники, успешно соединил «классический стиль Рафаэля с барочной пышностью Рубенса». С 1668 по 1682 год серия из двенадцати ковров повторялась семь раз. Прославились и другие серии, также по картонам Лебрена: «История Александра Македонского» (1664 — 1680-е годы), в которой все узнавали историю короля Людовика (эту серию повторяли восемь раз). В 1665—1678 годах Лебрен создал 14 картонов для серии «История Людовика XIV». Эту серию повторяли семь раз. В 1668—1682 годах семь раз в новой прорисовке повторяли серию «Месяцы, или Королевские замки». Эти знаменитые гобелены копировали и варьировали мастера других мануфактур. Теперь уже итальянцы и фламандцы учились у французов. Такого обилия шедевров декоративного искусства Франция ещё не знала.
В 1667 году на Королевской мануфактуре Гобеленов повторили знаменитую серию Брюссельской мануфактуры «Деяния Апостолов», созданную по картонам Рафаэля Санти для Сикстинской капеллы в Ватикане. В 1682 году создали серию, основанную на композициях Рафаэля для Ватиканских Станц. Таким образом складывался уникальный художественный стиль, основанный на традициях римского классицизма школы Рафаэля, барочных росписей Пьетро да Кортона и красочной, темпераментной живописи фламандского барокко Рубенса. Гобелены выпускали сериями, развешанные по стенам «шпалерами», они создавали единое целое с интерьерами «большого стиля» эпохи Короля-Солнца. Иногда гобелены ткались по формату стен конкретного помещения. Натянутыми на подрамник с пышными ткаными обрамлениями, их рассматривали как картины в рамах и теперь уже архитектура подчинялась шпалере. Тканые ковры становились главной ценностью и достопримечательностью интерьеров. Они были намного красочнее и ярче чем традиционные фрески, уступая в этом отношении только мозаичным картинам. На мануфактуре Гобеленов использовали шёлковые нити более четырёхсот оттенков. Палитра используемых красок позволяла соперничать тканому произведению с живописью. «Рубчатая» фактура, создаваемая переплетением нитей основы и утка́ различной толщины, с добавлением золотых и серебряных нитей, придавала цвету особенное мерцание. Применение золотых нитей одно время было столь обильным, что король вынужден был в 1685 году специальным указом запретить их использование. Со временем краски выцвели (красители тканей не обладают достаточной светостойкостью) и теперь не передают эффектов, которые поражали зрителей семнадцатого столетия.
Над картонами для шпалер по эскизам живописца обычно работало несколько мастеров-рисовальщиков. Один рисовал фигуры, другой — стаффаж, третий — орнаментальные обрамления. Затем «кальки» передавали ткачам. На мануфактуре использовали в основном готлиссную («высокую») технику, при которой картон во время работы располагался в вертикальной плоскости за спиной ткача. В этой технике мастер работает с изнанки ковра, закрепляя на ней концы цветных нитей, «калька» при этом расположена также вертикально в зеркальном виде, а за станком с лицевой стороны шпалеры устанавливали зеркало, с помощью которого ткач мог контролировать свою работу, слегка раздвигая нити основы. С расположенного вверху вала постепенно разматывались нити основы, а на нижний вал накручивался готовый ковёр. Именно такая сложная техника способствовала успешному воплощению сложных изобразительных композиций.
С 1690 года мануфактурой Гобеленов руководил живописец Пьер Миньяр, с 1699 года — Робер де Кот. Но былой славы, как во времена Лебрена, она уже достигнуть не могла. В 1692—1700 годах на мануфактуре создавали серию «Индийских ковров» (Tentures des Indes) в модном стиле шинуазри по картонам А.-Ф. Депорта. В 1717 году восемь шпалер этой серии король Людовик XV подарил Петру I во время поездки русского царя по Европе. Эти ковры послужили образцами для «индийской серии» Шпалерной мануфактуры в Санкт-Петербурге(1734—1752).
В период господства стиля рококо пышные барочные композиции вышли из моды и не соответствовали камерному стилю архитектуры. В то время мануфактурой руководили известные художники-живописцы. В 1733—1755 годах Ж.-Б. Удри, в 1755—1770 годах — Ф. Буше, в 1770—1789 годах — Ж.-Б.-М. Пьер. В XVIII веке пышные барочные композиции потеснили алентуры (фр. alentours — обрамления). Самая известная серия гобеленов «с обрамлениями» периода Регентства — «Портьеры богов, или Времена года и стихии» по картонам Клода Одрана Третьего (1699—1708). Позднее эстетика неоклассицизма снизила значение тканых ковров в оформлении интерьера, их стали делать небольшими по размеру, а ведущее положение снова заняли монументальная роспись и парадный живописный портрет.
Кроме мануфактуры Гобеленов тканые ковры во Франции производили с 1604 года на мануфактурах Обюссон и Савоннери, с 1664 года — в Бове, с 1665 года — в Обюссоне[уточнить].